# Jacques Gabriel
Jacques Gabriel (Parigi, 1667 – Parigi, 23 aprile 1742) è stato un architetto francese padre di Ange-Jacques Gabriel.
Fu progettista, pittore e architetto nel XVII e XVIII secolo e uno dei più importanti progettisti della Reggia di Versailles. Per la sua unica creatività e altruismo, assistette sempre Luigi XIV e alla fine divenne un suo consigliere fidato. Diede importanti contributi al re durante i suoi anni di servizio, nelle opere più importanti della Reggia di Versailles.
Ebbe la missione di costruire la reggia di Versailles per tutta la vita e fu anche il primo progettista dei ponti della città di Parigi. È interessante notare che il figlio di Gabriel (Ange-Jacques Gabriel) continuò il percorso di suo padre, e in questo senso, come suo padre, completò la reggia di Versailles, al tempo di Luigi XIV e Luigi XV, con ruoli significativi.

## Biografia
Sua madre era cugina di Jules Hardouin Mansart e suo padre, Jacques Gabriel IV, era un costruttore dei Bâtiments du Roi, le opere reali francesi e il progettista del Castello di Choisy per la cugina del re, La Grande Mademoiselle.
Il giovane Jacques Gabriel fu nominato uno dei controlleurs généraux ai Bâtiments du Roi nel 1688, all'età di ventun anni. Due anni dopo fu inviato ad accompagnare Robert de Cotte in un soggiorno di diciotto mesi in Italia, attirando la sua attenzione, e al suo ritorno venne nominato uno degli Autres Architectes dei Bâtiments du Roi, dimostrando di essere un amministratore efficiente. Fu nominato membro dell'Académie, da parte di Mansart nel 1699, per curare la riorganizzazione di quella istituzione.
Pierre-Jean Mariette, che lo conosceva bene, disse che era un esperto nella gestione degli edifici, ma non avrebbe potuto disegnarne il minimo ornamento. Per i progettisti di ornamenti, Gabriel fece affidamento su Pierre Lepautre e dopo la morte di Lepautre, su Jean Aubert, un altro disegnatore che si era formato nei Bâtiments du Roi .
Gabriel succedette a Robert de Cotte nella posizione di Premier Architecte du Roi, dopo il pensionamento di Cotte nel dicembre 1734, e mantenne l'incarico fino a quando passò al suo molto più dotato figlio, Ange-Jacques Gabriel nel 1742.
Le opere di Gabriel a Parigi sono state molto rimaneggiate. L'opera di Mariette, Architecture françoise, offre tavole che illustrano i diversi hôtel particulier progettati da Gabriel. Completò il Palais Bourbon (iniziato da Giardini e continuato da Pierre Cailleteau Lassurance). Completò l'Hôtel de Lassay nelle vicinanze e fu responsabile della costruzione dell'Hôtel Peyrenc de Moras (de Biron), 1728-1731.